# もう一度あなたと出逢いたい/CANDY
『もう一度あなたと出逢いたい/CANDY』（もういちどあなたとであいたい/キャンディ）は障子久美6作目のシングル。1997年1月21日に日本コロムビアより発売された。

## 収録曲
1. もう一度あなたと出逢いたい
2. CANDY
3. もう一度あなたと出逢いたい（オリジナル・カラオケ）